# Стороница
Стороница — река в России, протекает по Онежскому району Архангельской области и Медвежьегорскому району Карелии. Устье реки находится в 22 км по левому берегу реки Лекса. Длина реки составляет 26 км, площадь водосборного бассейна — 115 км².

## Данные водного реестра
По данным государственного водного реестра России относится к Баренцево-Беломорскому бассейновому округу, водохозяйственный участок реки — бассейн озера Выгозеро до Выгозерского гидроузла, без реки Сегежа до Сегозерского гидроузла. Речной бассейн реки — бассейны рек Кольского полуострова и Карелии, впадает в Белое море.
Код объекта в государственном водном реестре — 02020001212102000005301.

### Притоки (км от устья)
- 14 км: река Водлина (левый)